# Gorenje
 Ovo je glavno značenje pojma Gorenje. Za druga značenja pogledajte Gorenje (tvrtka).
Gorenje ili izgaranje je kemijski proces, kod kojeg dolazi do oksidacije gorivih sastojaka nekog goriva. To je proces između goriva i oksidansa, u kojem se stvara toplina zbog promjene kemijskih sastojaka. Oslobađanjem topline može se pojaviti svjetlost, u obliku žarenja ili plamena. Goriva, interesantna za primjenu su najčešće organske tvari (posebno ugljikovodici) kao plinovi, tekućine ili krute tvari.
Kod potpunog izgaranja, gorivi sastojci reagiraju s oksidansima, kao što su kisik ili fluor, i proizvodi su spojevi svih kemijskih elemenata u gorivu s oksidansima. Na primjer:
CH4 + 2 O2 → CO2 + 2 H2O + energija
CH2S + 6 F2 → CF4 + 2 HF + SF6
Jednostavan primjer može biti gorenje vodika i kisika, koji se koristi za pogon raketnih motora:
2 H2 + O2 → 2 H2O(plin) + toplina
Rezultat je vodena para.
Potpuno izgaranje je gotovo nemoguće postići. U stvarnosti, gorenjem dolazi do kemijske ravnoteže, gdje će biti prisutan velik broj različitih kemijskih spojeva, u većem ili manjem udjelu, kao recimo ugljikov monoksid ili čisti ugljik (čađa ili pepeo), uz proizvode gorenja. Dodatno, gorenje u atmosferskom zraku, koji je 78% dušik, stvorit će čitav niz dušikovih oksida.

## Vrste gorenja

### Potpuno izgaranje
Kod potpunog izgaranja, gorivi sastojci izgaraju u kisiku, stvarajući ograničen broj proizvoda. Kada ugljikovodik izgara u kisiku, kemijska reakcija će stvoriti samo ugljikov dioksid i vodu. Kada kemijski elementi izgaraju, nastaju prije svega oksidi tih elemenata. Ugljik će stvoriti ugljikov dioksid, dušik će stvoriti dušikov dioksid, sumpor stvara sumporov dioksid, a željezo stvara željezov (III) oksid.
Za gorenje nije najpovoljniji uvijek potpuni stupanj oksidacije i ono može ovisiti o temperaturi. Na primjer, sumporov trioksid se neće uvijek stvoriti gorenjem sumpora. Dušikovi oksidi se počinju stvarati iznad 1 540 °C i više dušikovih oksida se stvara s većom temperaturom. Ispod tih temperatura, dušik ostaje u molekulama (N2). Proizvodi gorenja ovise i o višku ili pretičku kisika.
Kod većine industrijskih primjena i u vatri, atmosferski zrak je izvor kisika (O2). U zraku, svaki 1 kg kisika je pomiješan s približno 3,76 kg dušika. Dušik ne sudjeluje uvijek u gorenju, ali kod većih temperatura, dio dušika će se pretvoriti u dušikove okside (NOx), obično između 0,002% do 1%. Uz to, gdje je prisutan ugljik, dio ugljika će se pretvoriti u ugljikov monoksid. Recimo, čitav niz kemijskih reakcija kod gorenja metana je sljedeći:
CH4 + 2 O2 → CO2 + 2 H2O
2 CH4 + 3 O2 → 2 CO + 4 H2O
N2 + O2  → 2 NO
N2 + 2 O2  → 2 NO2

### Nepotpuno izgaranje
Nepotpuno izgaranje će se pojaviti samo onda kada nema dovoljno kisika, da omogući gorivu potpunu reakciju pri stvaranju ugljikovog dioksida i vode. Gorenje se može gasiti i s odvodima topline, kao što su čvrsta površina ili rešetka za gorenje.
Za većinu goriva, kao što je dizel, ugljen ili drvo, prije izgaranja se odvija piroliza. Kod nepotpunog izgaranja, proizvodi pirolize ostaju neizgoreni i pojačavaju dim sa štetnim tvarima i plinovima. Djelomična oksidacija može stvoriti i opasne tvari; djelomična oksidacija etanola stvara štetni etanal (acetaldehid), a ugljik stvara otrovni ugljikov monoksid.
Kvaliteta gorenja se može popraviti s konstrukcijom uređaja za gorenje, kao što su plamenici ili motori s unutarnjim izgaranjem. Daljnja poboljšanja se mogu postići s katalizatorima (kao što je katalitički pretvornik) ili jednostavnim djelomičnim vraćanjem ispušnih plinova u postupak gorenja. Takve uređaje zahtijevaju i zakoni o zaštiti okoliša, recimo za automobile u raznim državama, a potrebni su i za velike uređaje za izgaranje, kao što su kod termoelektrana, da bi postigli dozvoljenu razinu dimnih plinova.
Stupanj izgaranja se može mjeriti i proučavati, s opremom za testiranje. Dobavljači klimatizacije, vatrogasci i inženjeri, koriste uređaje za provjeru izgaranja, da bi proučili efikasnost plamenika i klipnih motora, za vrijeme izgaranja. Posebno je to važno za prijevozna vozila, da bi se smanjilo zagađivanje.

### Dimljenje
Dimljenje je sporiji oblik gorenja, s nižim temperaturama i bez plamena, koji održava toplinu time što kisik direktno udara površine zgusnutog goriva. To je tipični oblik nepotpunog izgaranja. Krute tvari koje mogu održavati dimljenje su ugljen, celuloza, drvo, pamuk, duhan, treset, sintetičke pjene, prašina. Tipičan primjer dimljenja je gorenje cigarete ili gorenje biomasa.

### Brzo izgaranje
Brzo izgaranje je oblik gorenja, a to znamo kao vatru, u kojoj velike količine toplinske i svjetlosne energije se oslobađa, a često nastaje i plamen. Primjenjuje se kod motora s unutrašnjim izgaranjem ili kod termobarnog oružja. Ponekad, velika količina plina stvara pretjeran tlak, koji stvara buku. Takvo izgaranje nazivamo eksplozija. Za izgaranje nije uvijek neophodan kisik, recimo vodik izgara s klorom, stvarajući vodikov klorid, uz oslobađanje topline i svjetla, svojstvenih izgaranju. 

### Turbulentno izgaranje
Izgaranje kojim se stvara turbulentni plamen, koristi se uglavnom za industrijske primjene (plinske turbine, benzinski motori itd.), zato što turbulencija pomaže miješanju goriva i oksidansa.

### Plamen bez gravitacije
Godine 2000. pokusi koje je provela NASA, pokazali su da gravitacija igra dodatnu ulogu u oblikovanju plamena. Normalni raspored plamena kod normalne gravitacije ovisi o prijenosu topline. Kod male ili nulte gravitacije, kao u svemiru, prirodnog odvoda topline nema, plamen postaje kuglast, dobiva više plavu boju i izgaranje je bolje.

### Mikro izgaranje
Postupak gorenja koji se odvija u malom obujmu, naziva se mikro izgaranje. Brzo hlađenje igra važnu ulogu u ravnoteži gorenja, u komorama za izgaranje.

## Kemijske jednadžbe
Općenito, kemijska jednadžba za stohiometrijsko gorenje ugljikovodika je:
{\displaystyle C_{x}H_{y}+\left(x+{\frac {y}{4}}\right)O_{2}\rightarrow \;xCO_{2}+\left({\frac {y}{2}}\right)H_{2}O}
Na primjer, gorenje propana se može opisati kao:
{\displaystyle C_{3}H_{8}+5O_{2}\rightarrow \;3CO_{2}+4H_{2}O}
Općenito, kemijska jednadžba za stohiometrijsko nepotpuno izgaranje ugljikovodika u kisiku se može opisati kao:
{\displaystyle \left(z\right)C_{x}H_{y}+\left(z\left({\frac {x}{2}}+{\frac {y}{4}}\right)\right)O_{2}\rightarrow \;z\cdot xCO+\left({\frac {z\cdot y}{2}}\right)H_{2}O}
Kao primjer, nepotpuno izgaranje propana je:
{\displaystyle 2C_{3}H_{8}+7O_{2}\rightarrow \;2C+2CO+8H_{2}O+2CO_{2}}
Jednostavna opisna jednadžba za gorenje ugljikovodika s kisikom je:
{\displaystyle {\textrm {gorivo}}+{\textrm {kisik}}\rightarrow \;{\textrm {toplina}}+{\textrm {voda}}+{\textrm {ugljikov\ dioksid}}}
Ako se koristi zrak kao izvor kisika, dušik se može dodati u jednadžbu, iako on ne sudjeluje u kemijskoj reakciji, ali prikazuje sastav dimnih plinova:
{\displaystyle C_{x}H_{y}O_{z}+\left(x+{\frac {y}{4}}-{\frac {z}{2}}\right)O_{2}+3,76\left(x+{\frac {y}{4}}-{\frac {z}{2}}\right)N_{2}\rightarrow \;xCO_{2}+\left({\frac {y}{2}}\right)H_{2}O+3,76\left(x+{\frac {y}{4}}-{\frac {z}{2}}\right)N_{2}}
Na primjer, gorenje propana je:
{\displaystyle C_{3}H_{8}+5O_{2}+18,8N_{2}\rightarrow \;3CO_{2}+4H_{2}O+18,8N_{2}}
Jednostavna opisna jednadžba za gorenje ugljikovodika sa zrakom je:
{\displaystyle {\textrm {gorivo}}+{\textrm {zrak}}\rightarrow \;{\textrm {toplina}}+{\textrm {voda}}+{\textrm {dusik}}+{\textrm {ugljikov\ dioksid}}}
Dušik može izgoriti i kada postoji višak kisika. Za tu termodinamičku reakciju pogoduju visoke temperature. Dizelski motor radi s pretičkom kisika da izgori i male čestice, pa kao rezultat stvara i dušikove okside. Da bi se smanjilo stvaranje dušikovih oksida, zakonski je obavezno imati na automobilima katalitički pretvornik ili katalizator, ili dodavati ispušnim plinovima ureu.

## Goriva

### Tekuća goriva
Gorenje tekućeg goriva u atmosferi kisika se u ustvari događa s plinskim stanjem goriva. Pare su te koje gore, a ne tekućina. Zbog toga, tekućina će se zapaliti samo iznad određene temperature, koja se zove temperatura zapaljenja. Temperatura zapaljenja je najniža temperatura, na kojoj para tekućine ili hlapljive čvrste tvari, stvara zapaljivu smjesu sa zrakom. Pri temperaturi zapaljenja, pare blizu površine tekućine se zapale kada se izlože plamenu.

### Kruta goriva
Izgaranje krutih goriva se sastoji od 3 procesa, koja se i preklapaju:
- Faza predgrijavanja, kada se gorivo zagrijava do temperatura zapaljenja, a zatim i do temperature gorenja. Zapaljive pare se uključuju u proces, sličnom kao suha destilacija.
- Faza destilacije ili plinska faza, kada se mješavina zapaljivih para i kisika zapali. Stvorena energija se oslobađa u obliku topline i svjetlosti. Često je vidljiv i plamen. Prijenos topline od mjesta izgaranja na čvrste tvari omogućuje da se razvijaju opet zapaljive pare.
- Faza ugljena ili kruta faza, kada izlazni zapaljivi plinovi s materijala, imaju prenisku temperaturu da održavaju stalan plamen, pa gorivo pougljeni. Gorivo ne gori dovoljno brzo, samo žari, a kasnije i dimi.

## Način reakcije
Izgaranje s kisikom uključuje čitav niz reakcija s radikalima, a to su atomi, molekule i kemijski spojevi s neparnim brojem elektrona u zadnjoj otvorenoj ljusci.
Visoka energija potrebna za početak gorenja se objašnjava neobičnom strukturom molekule kisika. Ona je stabilna molekula, čija je struktura dvostruka kovalentna veza, prema kojoj su svi elektroni u molekuli spareni. Pokusima je, međutim, utvrđeno da kisik ima paramagnetična svojstva, što ukazuje na nesparene elektrone u strukturnoj formuli molekule kisika. Da bi se pokrenulo izgaranje, potrebno je prvo pretvoriti molekulu kisika u dva atoma kisika. Ta prijelazna reakcija je izuzetno reaktivna i potrebna je velika količina topline, ali se nakon toga i oslobađa, čime se reakcija nastavlja. Nakon toga nastaju brojni radikali, kao vodikov peroksid (HOO), hidroksilni radikal (OH), hidroperoksid (O2−), ugljikov monoksid, jednoatomni kisik itd.
Kruta goriva prije izgaranja, prolaze prvo čitav niz pirolitičkih reakcija, koje daju oksidirano i plinovito gorivo. Ako nema dovoljno kisika, javljaju se štetni i kancerogeni pirolitički proizvodi, koje prepoznajemo po jakom i crnom dimu.

## Temperatura
U slučaju fosilnih goriva koja izgaraju sa zrakom, temperatura izgaranja ovisi o sljedećem:
- ogrjevna vrijednost
- stehiometrijski odnos zraka i goriva λ
- specifični toplinski kapacitet
- ulazne temperature zraka i goriva

Adijabatska temperatura izgaranja se povećava s većim ogrjevnim vrijednostima, većim ulaznim temperaturama zraka i goriva i ako stehiometrijski odnos zraka i goriva teži 1. Adijabatska temperatura izgaranja za ugljen je oko 2 200 °C (temperaturama zraka i goriva je sobna temperatura i λ = 1), oko 2 150 °C za naftu i 2 000 °C za zemni plin.
Kod industrijskih grijača s plamenikom, parnih i plinskih termoelektrana, obično se radi s pretičkom ili viškom zraka, najčešće 15% u odnosu na stehiometrijsku vrijednost.

## Nestabilnosti
Nestabilnosti kod izgaranja su obično snažne oscilacije tlaka u komori za izgaranje. One mogu biti velike i do 180 dB, što znatno smanjuje vijek trajanja dijelova strojeva.

## Brzina izgaranja
Brzina izgaranja je količina materijala koja izgara u jedinici vremena, a izražava se u jedinicama: kg/s ili g/s.